# Tony Marino
Tony Marino (Scranton (Pennsylvania), 1957) is een Amerikaanse jazzcontrabassist, vooral bekend van zijn werk in de bands van David Liebman.

## Biografie
Marino speelde op 8-jarige leeftijd voor het eerst gitaar, op zijn 13e wisselde hij naar de contrabasbas en speelde in het schoolorkest. Hij werd beïnvloed door Ray Brown, die op televisie speelde bij het Merv Griffin Orchestra. Hij werd ook beïnvloed door Tommy Williams, destijds bassist van Stan Getz. Hij begon zijn professionele muziekcarrière als bassist in clubs en resorts in de Poconos en Catskills, waar hij verschillende bekende entertainers begeleidde, zoals Vic Damone, Joan Rivers, Robert Goulet en Nell Carter. In dezelfde clubs speelde hij met jazzmuzikanten als Al Cohn en Zoot Sims, Mose Allison, Phil Woods, Hal Galper, Urbie Green en John Coates jr. Eerste opnamen zijn gemaakt in Pennsylvania o.a. met Bill Goodwins Solar Energy, Vic Juris en in de band Asparagus Sunshine (o.a. met Rick Chamberlain).
Marino verhuisde daarna naar New York om te spelen in de bands van George Young en David Liebman. In 1996 nam hij het album The Latin Jazz Project op. In de volgende jaren volgden opnamen met Liebman, Tom Lellis, Tsuyoshi Niwa, Shigeko Suzuki, Frank Tusa, Ed Summerlin, Bob Dorough (Too Much Coffee Man, Blue Note Records, 1998) en Jacque Tara Washington,  in de jaren 2000 met Hal Galper, Lew Del Gatto, Jimmy Amadie en in Pennsylvania met Skip Wilkins, David Leonhardt, Matt Vashlishan en Ron Thomas. Gedurende deze tijd nam hij ook verschillende albums op met alleen de multi-trackmethode, zoals Samba De Say Party en Broad Street en in 2018 Thank You for the Music. Hij maakte ook regelmatig gastoptredens op het Delaware Water Gap Festival. Op het gebied van jazz was hij volgens Tom Lord tussen 1980 en 2018 betrokken bij 98 opnamesessies.

## Discografie
- 2004: Tony Bianco, Dave Liebman, Tony Marino: Line Ish (Emanem)
- 2005: David Liebman, Ellery Eskelin, Tony Marino, Jim Black: Different But the Same (hatOLOGY)
- 2008: David Liebman, Ellery Eskelin, Tony Marino, Jim Black: Renewal (hatOLOGY)
- 2011: David Liebman, Ellery Eskelin, Tony Marino, Jim Black: Non Sequiturs (hatOLOGY)

- Gemeinsame Normdatei: 134866762
- International Standard Name Identifier: 0000 0001 1482 5810
- Library of Congress Control Number: nr97036432
- MusicBrainz: e1930297-0d6b-4a29-8851-9981f1faf56c
- Virtual International Authority File: 160920788
- WorldCat: E39PBJrrxgPHxbmhmbmcdPDjG3